# کاکایی سرقهوه‌ای
کاکایی سرقهوه‌ای (نام علمی: Chroicocephalus brunnicephalus) نام یک گونه از سرده مرغ‌های نوروزی رنگین‌سر است.

## نگارخانه

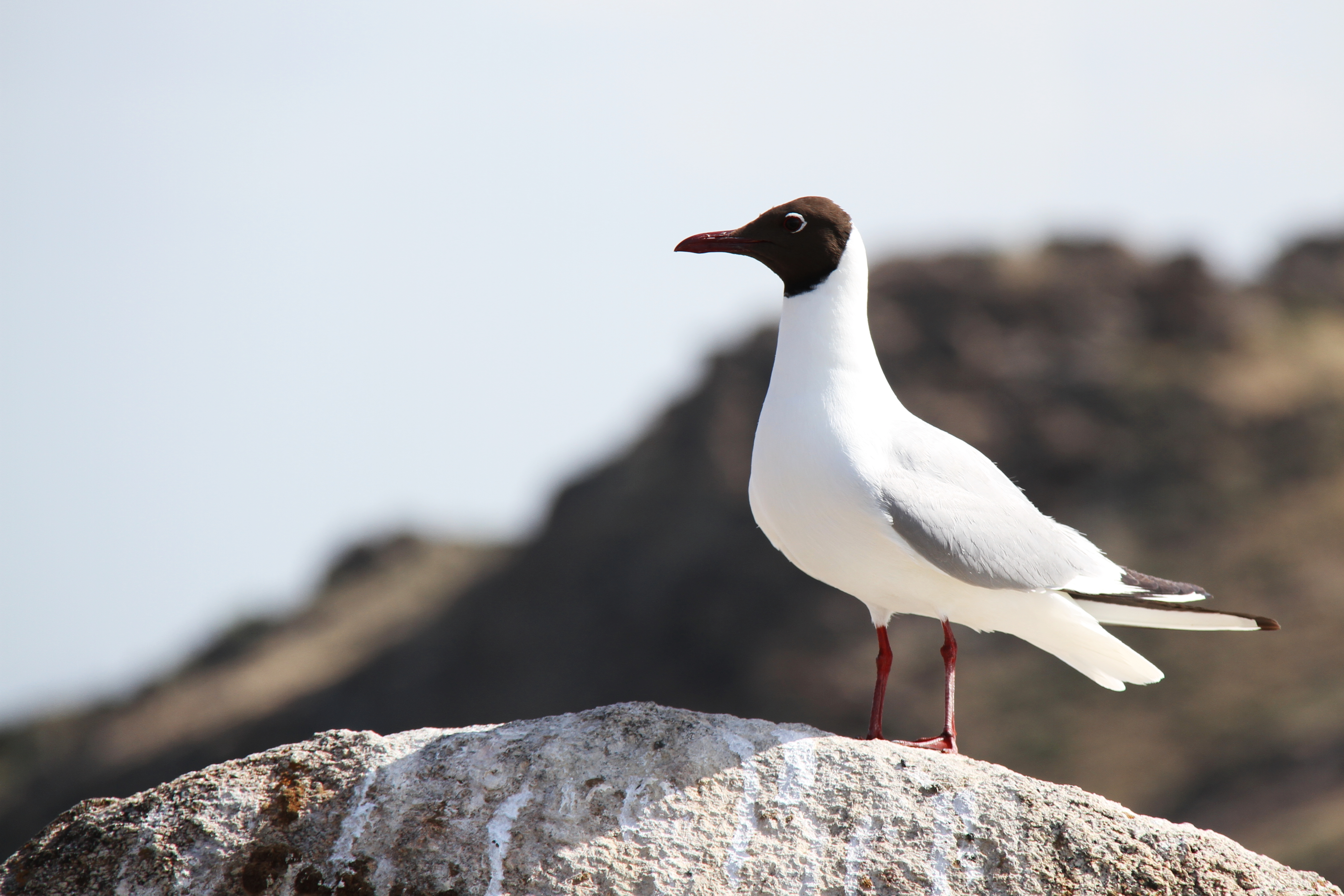
کاکایی سرسیاه (بوکان)